# Administrateur des propriétés ennemies
Dans les pays de droit anglo-saxon, l'administrateur des propriétés ennemies est une institution gouvernementale chargée de gérer les différends créés par les situations de guerre. En temps de guerre, des propriétés civiles peuvent être abandonnées ou saisies par l'État occupant. À des époques anciennes, de tels biens étaient considérés comme prises de guerre, un droit reconnu du vainqueur. L'article 147 de la quatrième convention de Genève définit ce genre d'appropriation comme un crime de guerre.

## Traduction
L'équivalent français de l'anglais custodian est custode, mais avec un sens plus restreint et hors du domaine juridique. Sa traduction est donc malaisée ; les termes administrateur et gardien, parfois syndic, sont utilisés. Dans le contexte précis de cet article, l'administration française équivalente est le séquestre dont une partie des attributions concerne la gestion des biens ennemis en temps de guerre.

## Législations sur les administrateurs des propriétés ennemies
- Bangladesh : le Vested Property Act (Bangladesh) (en) est voté pour gérer les propriétés ennemies (indiennes) saisies quand le Bangladesh faisait partie du Pakistan (1948–1971) et pendant sa guerre d'indépendance (1971).
- Canada : le bureau du Custodian of Enemy Property (Canada) (en) est créé en 1916 et supprimé en 1985 ; les propriétés des ennemis du Canada des deux guerres mondiales, dont les propriétés des Japonais canadiens.
- Inde : le Custodian for Enemy Property for India (en) est créé pour gérer les propriétés pakistanaises saisies lors de la deuxième guerre indo-pakistanaise (1965).
- Israël : la loi sur la propriété des absents crée le bureau de l'administrateur (ou Gardien) de la propriété des absents pour gérer les propriétés des  réfugiés palestiniens absents (dont les réfugiés qui ont ensuite reçu la citoyenneté israélienne, appelés les présents absents) de la première guerre israélo-arabe (1948). Pendant la guerre des Six-Jours (1967), Israël prend le contrôle de propriétés palestiniennes et des propriétés juives détenues par le Custodian for Enemy Property de Jordanie et le transfère au gardien de la propriété des absents. Cette administration conserve la plus grande partie de ces biens, dont certains (comme à Cheikh Jarrah) ont été octroyés à des Juifs ayant mené des actions en justice.
- Jordanie : le Custodian of Enemy Property est créé pour gérer les propriétés juives de Cisjordanie saisies lors de la première guerre israélo-arabe (1948). En 1967, cette administration est supprimée (see above

- Royaume-Uni :  la Trading with the Enemy Act 1914 (en) prévoit que les biens ennemis sont inspectées par le bureau du Commerce et leur propriété transmise au Public Trustee. Initialement, le Public Trustee conservait le bien en fiducie pour le propriétaire ennemi ; en 1916, un amendement oblige désormais le Public Trustee à vendre les biens et a conserver le produit de la vente en fiducie. La section 7 du Trading with the Enemy Act 1939 (en) prévoit que des administrateurs sont nommés pou l'Angleterre et le Pays de Galles[note 1] l'Écosse et l'Irlande du Nord, et les territoires dépendant de la couronne britannique[2] dont les parties de la Chine où le Royaume-Uni disposait de droits extra-territoriaux depuis le traité de Nankin, et ce jusqu'en 1944[3]

- États-Unis : le Office of Alien Property Custodian (en) est une administration fédérale américaine pendant les deux guerres mondiales.